# Mendenhall (Mississippi)
Mendenhall város az USA Mississippi államában. Lakosainak száma 2199 fő (2020. április 1.).

## Népesség
A település népességének változása:
| Lakosok száma | 2555 | 2504 | 2199 |
|               | 2000 | 2010 | 2020 |